# Саконтиков, Николай Иванович
Николай Иванович Саконтиков (1914 – ?) – советский организатор кинопроизводства, заместитель министра кинематографии СССР (1946–1949), один из руководителей советского телевидения.

## Биография
В 1930 году поступил на инженерный факультет Ленинградского института точной механики и оптики, который окончил в 1935 году. Был секретарем комитета ВЛКСМ института. В 1939 году переведен в аппарат ЦК ВКП(б). Работал инструктором, руководителем пропгруппы, заведующим отделом радиовещания и радиофикации Управления пропаганды и агитации ЦК ВКП(б).
30 декабря 1946 года назначен заместителем министра кинематографии СССР по кадрам. Руководил радикальной чисткой кинематографических кадров в ходе кампании по борьбе с космополитизмом. В феврале 1949 года был также назначен управляющим Совэкспортфильма.
30 ноября 1949 года постановлением Совета министров СССР снят с работы. Конкретным поводом послужило бегство сотрудницы научно-технического отдела министерства кинематографии СССР из советской зоны оккупации Германии в английский сектор Берлина. Ему ставилось в вину, что просьбу о поездке в Германию сотрудница «объяснила тем, что она одинокая, не имеет в Союзе родственников», не имеет постоянной жилой площади и т.д., однако такая просьба «не насторожила т. Саконтикова, в особенности тот факт, что у нее, как она писала, в СССР нет родственников».
Впоследствии был на руководящей работе в Московском телецентре, на Центральной студии телевидения. Заместитель начальника Главного управления телевидения Государственного Комитета радиовещания и телевидения при Совете Министров СССР, заместитель генерального директора программ Центрального телевидения, главный редактор Главной редакции общественно-политических программ Центрального телевидения, член Государственного комитета Совета министров СССР по радиовещанию и телевидению. Член редколлегии журнала «Телевидение и радиовещание».
С 27 декабря 1967 по 25 августа 1975 года начальник (второго) управления по контролю иностранной литературы Главного управления по охране государственных тайн в печати при Совете министров СССР.
С 1975 по 1984 год работал редактором в издательстве «Международные отношения».